# Ӛ
Ӛ, ӛ (cursiva Ӛ ӛ) es una letra del alfabeto cirílico. Es usada sólo en el idioma janti.

## Uso
Esta letra representa la vocal semicerrada central no redondeada /ɘ/.